# Karl Friedrich Reissenberger
Karl Friedrich Reissenberger, magyarosan Reissenberger Károly Frigyes (Nagyszeben, 1849. február 21. – Graz, 1921. április 21.) főreáliskolai igazgató.

## Élete
Szülővárosában látogatta az ágostai evangélikus gimnáziumot; 1867-ban a jénai egyetemre iratkozott be, hogy teológiát, német filológiát és történelmet tanuljon; 1868 tavaszán a jénai akadémiai-teológiai egyesület tagja lett. 1869-ben elhagyta Jénát, hogy a lipcsei egyetemet látogassa. Itten különösen a német filológiát művelte. Tanulmányainak végeztével 1871. augusztus 9-én Lipcsében bölcseleti doktorrá avatták. Hazájába visszatérve az ágostai evangélikus gimnáziumban és a felső leányiskolánál, mint kisegítő tanár működött ideiglenesen. 1873-ban a tartományi konzisztórium előtt tanítói vizsgálatot tett német nyelvből, földrajzból és történelemből. Miután nem volt kilátása szülővárosában alkalmazást nyerni, 1874. február 10-én Grazba utazott, hogy az ottani állami vizsgálóbizottság előtt szintén letegye a tanári vizsgát; ezt megelőzőleg már azon év február 15-én a cillel állami gimnáziumban helyettes tanári állást kapott. Mikor június 26-án a nagyszebeni vizsga ismétlésével Grazban is megnyerte a tanári képesítést, augusztus 12-én az osztrák közoktatási miniszterium a cillii gimnáziumhoz kinevezte rendes tanárnak. Miután Grázban történelemből és földrajzból is tett a felsőbb osztályokra képesítő tanári vizsgát, 1877-ben a grazi állami főreáliskolához helyezték át. Ezen intézet felsőbb osztályait 1884-ben megszüntették és ekkor Reissenberger a grazi főgimnáziumnál nyert alkalmazást. 1883-tól 1887-ig a stájerországi történelmi társulat választmányi tagja is volt. 1887-ben a biellitzi főreáliskola igazgatójának nevezték ki.

## Írásai
Cikkei az Archiv für Landeskundeban (N. Fl XIII. Die Forschungen über die Herkunft des siebenbürgischen Sachsenvolkes); a gráci áll. főreáliskola Programmjában (1879. Zur Krone Heinrichs von dem Türlin); a gráci ágostai evangélikus község Jahresberichtjében (1881. Feslrede, gehalten bei der Säkularfeier des Toleranzpatentes zu Graz am 13. Oktober 1881); a Pädagogische Zeitschriftben (Graz, 1881. Über Anastasius Grün); a Rosegger Heimgeartenjában (1881. Ein Muster und Meister des deutschen Volkes. Festrede, gehalten bei der Lessingfeier des akademischen Lehrervereins in Graz); a steiermarki tört. társaság Mittheilungenjében (1882. XXX. Prinzessin Maria Christierna von Innerösterreich 1574-1621.); a Wiener Abendpostban (1882. Zwei siebenb.-deutsches Dichter: Schuster und Kästner); a gráci állami gimnázium Programmjában (1887. Festrede, gehalten anlässlich des Namensfestes Sr. k. u. k. Majestät am k. Staatsgymnasium in Graz); a Zeitschrift für den ev Religionsunterrichtben (1891. Der ev. Religionsunterricht an den Gymnasien und Realschulen in Österreich); a Festgabe für Rudolf Hildebrand zum 13. März 1894. c. munkába (Lipcse, 1894. Lessings Laokoon als Schullektüre).

## Munkái
- Über Hartmanns Rede vom Glauben. Ein Beitrag zur deutsches Litteraturgeschichte. Inaugural Dissertation zur Erlangung der philosophischen Doktorwürde auf der Universität Leipzig. Hermanstadt, 1872.
- Bilder aus der Vergangenheit Siebenbürger Sachsen. Wien, 1879. (Ism. Wiener Abendpost 241 sz., Korr. f. Lkde II. 117.).
- Siebenbürgen. Uo. 1881. Több képpel. (Die Länder Österreich-Ungarns in Wort und Bild. Ism. Korr. f. Lkde IV. 110., Grazer Tagespost 192. sz., Im neuen Reich 32. sz., Deutsches Litteraturblatt 14. sz., Zarncke Litter. Zentralblatt 45. sz., Siebenb. d. Tageblatt 2324. sz.).
- Über den deutsches Unterricht im Obergymn asium in den Verhandlungen des Vereines Innerösterr. Mittelschulen in Graz. Uo. 1886.
- Reinhard Fuchs. Halle a. S. 1886. (Altdeutsche Textbibliothek, heraugs. von Hermann Paul).
- Goethes Reineke Fuchs. Mit Einleitung und Anmerkungen. Uo. 1889. (Graesers Schulausgaben klassischer Werke).
- Des hundes not, untersuch und herausgegeben in Xenia Austriaca. (Festschrift der österr. Mittelschulen zu 42. Philologen-Versammlung in Wien). Wien, 1893. (Különnyomat).